# Couvent de Notre-Dame-des-Anges (Tignish)
Le couvent de Notre-Dame-des-Anges (anglais : Convent of Notre Dame-des-Anges) est un ancien couvent et école situé à Tignish à l'Île-du-Prince-Édouard (Canada). Il s'agit d'un couvent construit en 1868 pour la congrégation de Notre-Dame de Montréal. Il a servi d'école de sa construction à 1966 et de couvent jusqu'en 1991. Il a ensuite été converti en auberge. Le couvent a été répertorié comme lieu patrimonial en 2003 par la province de l'Île-du-Prince-Édouard.

## Histoire
La population de Tignish et des environ  fit pression pour avoir une éducation de meilleure qualité. Mgr Peter McIntyre fit la promesse aux paroissiens que dès qu'un couvent serait construit, il s'assurerait que la congrégation de Notre-Dame de Montréal s'établirait dans celui-ci. L'école a ouvert ses portes le 14 octobre 1868. Elle avait à ses débuts quatorze élèves, dont trois pensionnaires. L'école a fonctionné comme une école privée pour filles jusqu'en 1922, où elle est devenue une école publique mixte. Le couvent a servi d'école jusqu'en janvier 1966. Quant à la Congrégation de Notre-Dame de Montréal, elle a continué d'occuper le couvent jusqu'en 1991.
En 1993, l'organisme Tignish Initiatives Corporation a acheté le bâtiment dans le but d'en faire un centre social et une auberge. Il a été rénové et a ouvert sous le nom de Tignish Heritage Inn. La rénovation a obtenu le prix Architectural Preservation Award de 1994 du conseil des gouverneurs de la Prince Edward Island Museum and Heritage Foundation.
Le 3 août 2001, le couvent a été répertorié comme lieu patrimonial par la province de L'Île-du-Prince-Édouard.

## Architecture

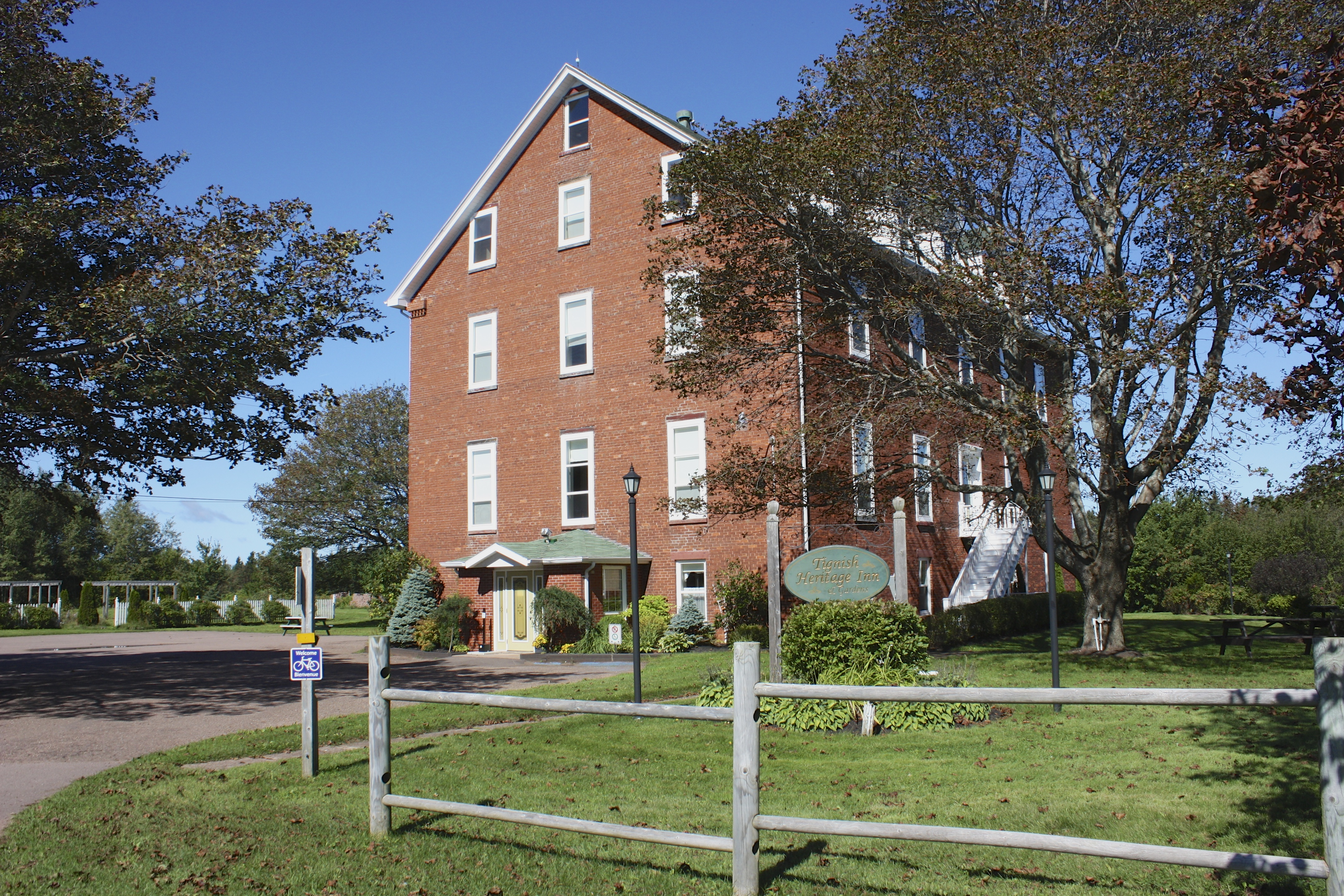
Vue de billet du couvent de Notre-Dame-des-Anges.

Le couvent de Notre-Dame-des-Anges est un bâtiment de style géorgien de trois étages et demi. La façade est symétrique avec une porte centrale. Il est recouvert de brique d'origine locale. Il a un toit à deux versants avec un retour d'avant-toit et cinq lucarnes en façade.